# Élections législatives de 1876 dans le Loiret
Les élections législatives de 1876 dans le Loiret sont des élections françaises qui ont eu lieu le 20 février et le 5 mars 1876 dans le département du Loiret dans le cadre des élections législatives françaises de 1876, sous la IIIe République.

## Résultats à l'échelle du département
| Partis         | Partis                                      | Premier tour | Premier tour | Deuxième tour | Deuxième tour | Sièges |
| Partis         | Partis                                      | Voix         | %            | Voix          | %             | Sièges |
| -------------- | ------------------------------------------- | ------------ | ------------ | ------------- | ------------- | ------ |
|                | Gauche républicaine, Républicains           | 29 282       | 41,49        |               |               | 3      |
|                | Centre droit, Constitutionnels, Orléanistes | 19 057       | 27,00        | 0             |               |        |
|                | Bonapartistes                               | 12 887       | 18,26        | 832           | 9,39          | 1      |
|                | Centre gauche                               | 5 114        | 7,25         | 7 907         | 89,19         | 1      |
|                | Union républicaine                          | 3 427        | 4,86         | 226           | 1,42          | 0      |
|                | Divers                                      | 802          | 1,14         |               |               | 0      |
|                |                                             |              |              |               |               |        |
| Inscrits       | Inscrits                                    | 95 919       | 100,00       | 18 900        | 100,00        | 5      |
| Votants        | Votants                                     | 73 266       | 76,38        | 9 724         | 51,45         |        |
| Abstentions    | Abstentions                                 | 22 653       | 23,62        | 9 176         | 48,55         |        |
| Blancs et nuls | Blancs et nuls                              | 2 697        | 3,68         | 859           | 8,83          |        |
| Exprimés       | Exprimés                                    | 70 569       | 96,32        | 8 865         | 91,17         |        |

## Résultats par arrondissement

### Arrondissement de Gien
| Candidats      | Candidats               | Étiquette           | Premier tour | Premier tour |
| Candidats      | Candidats               | Étiquette           | Voix         | %            |
| -------------- | ----------------------- | ------------------- | ------------ | ------------ |
|                | Guillaume-Amédée Devade | Gauche républicaine | 6 494        | 57,20        |
|                | Anatole Despond         | Constitutionnel     | 4 860        | 42,80        |
|                |                         |                     |              |              |
| Inscrits       | Inscrits                | Inscrits            | 14 592       | 100,00       |
| Votants        | Votants                 | Votants             | 11 413       | 78,21        |
| Abstention     | Abstention              | Abstention          | 3 179        | 21,79        |
| Blancs et nuls | Blancs et nuls          | Blancs et nuls      | 59           | 0,52         |
| Exprimés       | Exprimés                | Exprimés            | 11 354       | 99,48        |

### Arrondissement de Montargis
| Candidats      | Candidats       | Étiquette           | Premier tour | Premier tour |
| Candidats      | Candidats       | Étiquette           | Voix         | %            |
| -------------- | --------------- | ------------------- | ------------ | ------------ |
|                | Adolphe Cochery | Gauche républicaine | 13 862       | 100,00       |
|                |                 |                     |              |              |
| Inscrits       | Inscrits        | Inscrits            | 22 071       | 100,00       |
| Votants        | Votants         | Votants             | 15 090       | 68,37        |
| Abstention     | Abstention      | Abstention          | 6 981        | 31,63        |
| Blancs et nuls | Blancs et nuls  | Blancs et nuls      | 1 228        | 8,14         |
| Exprimés       | Exprimés        | Exprimés            | 13 862       | 91,86        |

### Arrondissement d'Orléans

#### 1recirconscription
| Candidats      | Candidats                      | Étiquette           | Premier tour | Premier tour | Deuxième tour | Deuxième tour |
| Candidats      | Candidats                      | Étiquette           | Voix         | %            | Voix          | %             |
| -------------- | ------------------------------ | ------------------- | ------------ | ------------ | ------------- | ------------- |
|                | Paul-Alexandre Robert de Massy | Centre gauche       | 5 114        | 37,65        | 7 907         | 89,19         |
|                | Eugène Vignat                  | Bonapartiste        | 4 240        | 31,22        | 832           | 9,39          |
|                | Malapert                       | Union républicaine  | 3 427        | 25,23        | 126           | 1,42          |
|                | De Lévin                       | Divers              | 508          | 3,74         |               |               |
|                | Desfossés                      | Gauche républicaine | 294          | 2,16         |               |               |
|                |                                |                     |              |              |               |               |
| Inscrits       | Inscrits                       | Inscrits            | 18 900       | 100,00       | 18 900        | 100,00        |
| Votants        | Votants                        | Votants             | 13 754       | 72,77        | 9 724         | 51,45         |
| Abstention     | Abstention                     | Abstention          | 5 146        | 27,23        | 9 176         | 48,55         |
| Blancs et nuls | Blancs et nuls                 | Blancs et nuls      | 171          | 1,24         | 859           | 8,83          |
| Exprimés       | Exprimés                       | Exprimés            | 13 583       | 98,76        | 8 865         | 91,17         |

#### 2ecirconscription
| Candidats      | Candidats              | Étiquette           | Premier tour | Premier tour |
| Candidats      | Candidats              | Étiquette           | Voix         | %            |
| -------------- | ---------------------- | ------------------- | ------------ | ------------ |
|                | Mesmin Florent Bernier | Gauche républicaine | 8 926        | 51,47        |
|                | Aymé Stanislas Darblay | Orléaniste          | 8 415        | 48,53        |
|                |                        |                     |              |              |
| Inscrits       | Inscrits               | Inscrits            | 22 927       | 100,00       |
| Votants        | Votants                | Votants             | 17 919       | 78,16        |
| Abstention     | Abstention             | Abstention          | 5 008        | 21,84        |
| Blancs et nuls | Blancs et nuls         | Blancs et nuls      | 578          | 3,23         |
| Exprimés       | Exprimés               | Exprimés            | 17 341       | 96,77        |

### Arrondissement de Pithiviers
| Candidats      | Candidats                         | Étiquette      | Premier tour | Premier tour |
| Candidats      | Candidats                         | Étiquette      | Voix         | %            |
| -------------- | --------------------------------- | -------------- | ------------ | ------------ |
|                | Jacques Charles Hyacinthe Brierre | Bonapartiste   | 8 647        | 59,93        |
|                | Bernard d'Harcourt                | Centre droit   | 5 782        | 40,07        |
|                |                                   |                |              |              |
| Inscrits       | Inscrits                          | Inscrits       | 17 429       | 100,00       |
| Votants        | Votants                           | Votants        | 15 090       | 86,58        |
| Abstention     | Abstention                        | Abstention     | 2 339        | 13,42        |
| Blancs et nuls | Blancs et nuls                    | Blancs et nuls | 661          | 4,38         |
| Exprimés       | Exprimés                          | Exprimés       | 14 429       | 95,62        |